# ژنراتور کاکرافت والتون

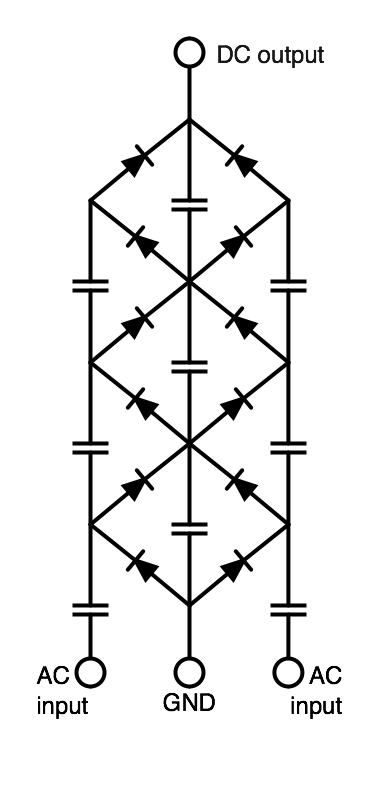
ضرب‌کننده کاکرافت والتون تمام موج

ژنراتور یا ضرب‌کننده کاکرافت والتون (به انگلیسی: Cockcroft-Walton Multiplier) یا ضرب‌کننده گرایناخر (به انگلیسی: Greinacher Multiplier) یک مدار الکتریکی است که از یک ولتاژ AC یا یک پالس DC ورودی، یک ولتاژ بالای DC تولید می‌کند. این دستگاه را به خاطر فیزیک‌دان‌های ارنست والتون و جان داگلاس کاکرافت که از آن در شتاب‌دهنده ذره‌ای خود استفاده کرده بودند نامگذاری کردند. آنها از این ضرب‌کننده ولتاژ در تحقیقات خود استفاده کردند که در سال ۱۹۵۱ باعث کسب جایزه نوبل در فیزیک توسط آنها شد.
این در حالی است که این مدار ابتدا در سال ۱۹۱۹ توسط فیزیکدان سوییسی هاینریش گرایناخر (به آلمانی: Heinrich Greinacher) اختراع شد.
هم اکنون نیز از این ضرب‌کننده ولتاژ در شتاب دهنده‌های ذره‌ای و بعضی دستگاه‌های نیازمند ولتاژ بالا مانند دستگاه‌های اشعه ایکس استفاده می‌شود.

## طراحی
برخلاف ترنسفورمرها، این دستگاه‌ها به دلیل نیاز نداشتن به هسته سبک تر و ارزان تر هستند و فقط با خازن‌ها و دیودها کار می‌کنند.
برترین ویژگی آنها این است که هر ولتاژ دوسر هر مرحلهٔ یک ضرب‌کننده نیم موج، تنها دوبرابر ولتاژ قلهٔ ورودی است.

## بیشتر بخوانید
فیلم آموزشی کاکرافت والتون - EEVblog